# 산케베츠 불곰 사건

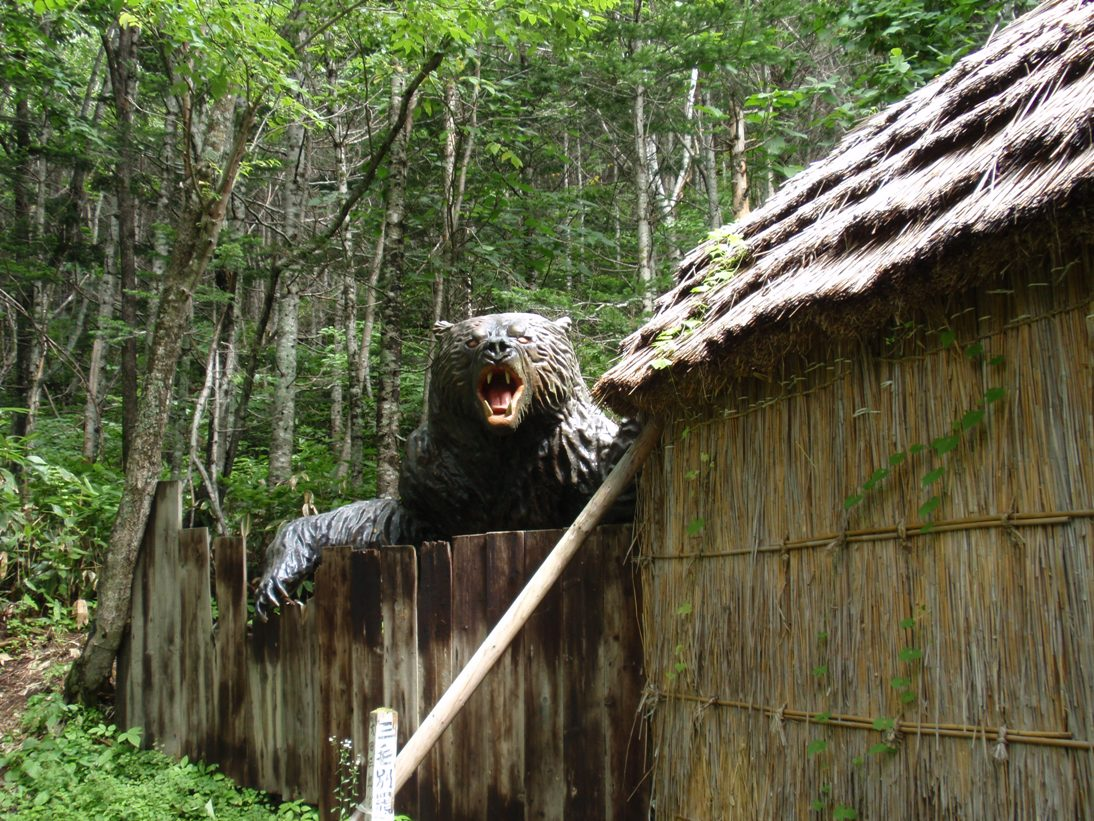
사람들을 습격 한 곰의 재현

산케베츠 불곰 사건(일본어: 三毛別羆事件 さんけべつひぐまじけん[*])은 1915년 12월 (12월 9일 ~ 12월 14일) 에 홋카이도 산케베츠 구 산케이에서 발생한 곰 습격사건을 말한다. 일본 역사상 최악의 곰 습격사건으로 이 사건으로 인해 7명이 사망했고 3명이 부상을 당했다. 사건을 일으켰던 건 키 2.7m, 체중 380kg나 나가는 불곰으로 도마마에정을 2차례 공격했고 이전의 희생자들 장례식이 치러지는 동안에 첫 번째 공격을 한 후 밤에 그지역으로 돌아왔다. 그 사건은 현대 일본의 곰 사건으로 자주 주목되며 곰은 식인을 한다는 일본인들의 인식 탓으로 믿게 되었다. 사람들을 습격 한 곰은 아무르큰곰 이였는데 7명이 사망하고 3명이 중상을 입었다.

## 같이 보기
- 후쿠오카 대학 반더포겔부 불곰 사건

## 참고 자료
- 木村, 盛武 (2001년 8월 24일), 《ヒグマ そこが知りたい》, 共同文化社, ISBN 978-4-87739-057-0
- 木村, 盛武 (2008년 3월 1일), 《慟哭の谷》, 共同文化社, ISBN 978-4-905664-89-5